# Platystoma bipilosum
Platystoma bipilosum är en tvåvingeart som beskrevs av Josef Aloizievitsch Portschinsky 1875. Platystoma bipilosum ingår i släktet Platystoma och familjen bredmunsflugor. Inga underarter finns listade i Catalogue of Life.